# پسر عروس
پسر عروس (به اسپانیایی: El hijo de la novia‎) فیلمی در ژانر درام کمدی محصول کشور آرژانتین، ساخته شده در سال ۲۰۰۱ به کارگردانی خوان خوزه کامپانلا است. فیلمنامهٔ این اثر توسط کامپانلا و فرناندو کاستتس نوشته شده‌است. خوان ورا و خوان پابلو گالی تهیه‌کنندگان اثر بودند و فیلم توسط آدریان سوار تولید شده‌است. از بازیگران این فیلم می‌توان به ریکاردو دارین، اِکتور آلتریو، نورما آله‌آندرو، ادواردو بلانکو و ناتالیا وربکه اشاره کرد.
این فیلم نامزد دریافت جایزه اسکار بهترین فیلم خارجی زبان شد و همچنین جایزه نقره‌ای انجمن منتقدان فیلم آرژانتین را از آن خود کرد.

## خلاصه داستان
مادر نورفا (نورما آله‌آندرو) رافائل بلوندر (ریکاردو دارین) از بیماری آلزایمر رنج می‌برد و در سن ۴۲ سالگی دچار بحران است. درست هنگامی که رافائل احساس تنهایی و عدم توانایی دستیابی به نزدیکانش را می‌کند، یک سری اتفاقات غیرمنتظره او را به ارزیابی مجدد زندگی خود سوق می‌دهد.

## بازیگران
- ریکاردو دارین در نقش رافائل بلودایر
- اِکتور آلتریو در نقش نینو بلودره
- نورما آله‌آندرو در نقش نورما بلودایر
- ادواردو بلانکو در نقش خوان کارلوس
- ناتالیا وربکه در نقش ناتی
- گیمنا نابیل به عنوان ویکی
- دیوید ماساجنیک در نقش ناچو
- کلودیا فونتون به عنوان ساندرا
- آتیلیو پوزوبون در نقش فرانچسکو
- سالو پاسیک به عنوان دانیل
- هومبرتو سرانو به عنوان پاد ماریو
- فابیان آرنیلاس به عنوان اسکالیالی
- مونیکا کابرا به عنوان کارمن
- جورجیو بلورا به عنوان مارتیولی
- مونیکا ویرگلیتو به عنوان بیمارستان انفرمرا
- ادرین سوار به عنوان ددی
- خوان خوزه کامپانلا به عنوان میدیکو
- آلفردو آلکان به عنوان خودش

## بازخورد منتقدین
پسر عروس نظر مثبت بیشتر منتقدان فیلم را به دست آورد. در روتین تومیتوز، فیلم دارای رتبه‌بندی کلی ۸۶٪ بر اساس ۵۷ بررسی، با میانگین امتیاز ۷٫۳ از ۱۰ است. در کل روتین تومیتو پسر عروس را «فیلمی دربارهٔ بحران میان سالی یک مرد معرفی کرده و در توصیف آن نوشته: پسر عروس هم متاثر کننده و هم خنده دار است.» در متاکریتیک، امتیاز ۶۸ از ۱۰۰ با ۲۹ بررسی به فیلم داده شده و در کل آن منتقدین فیلم را به عنوان اثری مطلوب ارزیابی کرده‌اند.

## پخش
اولین نمایش پسر عروس در ۱۶ اوت ۲۰۰۱ در آرژانتین رخ داد و سپس در جشنواره بین‌المللی فیلم مونترال در ۲۹ اوت ۲۰۰۱ ارائه شد.